# Arbus (Argentina)
Arbus fue una constructora de chasis para buses, la última etapa de la empresa A. y L. Decaroli en Argentina, que se extendió entre 1987 y 2000, cuando ocurrió su cierre definitivo y desaparición.

## Historia
El relanzamiento de la firma se dio luego de un exhaustivo proceso de reingeniería empresarial que concluye con el "Proyecto Arbus", el cual apuntaba mucho más lejos que al logro de nuevos productos. Sobre el particular, en una entrevista efectuada en 1991 por "El Transportista" a Horacio Grudny, entonces Presidente de A. y L. Decaroli S.A., señaló: 

...Cuando en 1988 tomamos el control de la empresa había varios aspectos que exigían una inmediata solución. Para ello elaboramos un plan que nos permitiera accionar sobre tres frentes diferentes al mismo tiempo y al que denominamos como "Proyecto Arbus". Éste contemplaba una reorganización interna, tanto en recursos humanos como en las operaciones industriales y racionalización, dando un mayor énfasis a la ingeniería de producto. Otro punto era el de fortalecer las relaciones con todo tipo de proveedores, particularizando aquellas referidas al suministro de autopartes. El tercero de los ítems principales estaba concentrado sobre la introducción de 100 mejoras o cambios en la línea de productos, incluyendo a las exigencias de los usuarios y privilegiando la incorporación de los últimos adelantos tecnológicos, no solamente en los chasis sino también en todas las actividades industriales, administrativas y técnicas.

 A partir de esta nueva etapa, empezó a incorporar impulsores de otras marcas como Volvo y Mercedes-Benz, siendo esta última la proveedora de muchos de ellos hasta el cierre de la industria, habiendo dejado de lado a mediados de los 90's los tradicionales Deutz refrigerados a aire.

### Planta "puntana" y desaparición
El Proyecto Arbus comenzó con la construcción de la fábrica en Ruta 7 en San Luis para la fabricación de los buses y el lanzamiento del modelo Arbus 10 en 1989, continuó con Arbus 5 (en 1991) y, finalmente, en 1997 concluyó con la serie NG, compuesta por los modelos NG 3 y NG 4. La industria de Ovidio Lagos al 4600 de Rosario bajó definitivamente sus persianas alrededor del año 2000, en medio de una de las crisis económicas más importantes que afectó al sector del transporte en el país. Por la opinión de algunos de sus propios clientes, los productos Arbus -más allá de ser una suma de componentes de fabricantes muy reconocidos- no alcanzaron el nivel de confiabilidad esperado por los transportistas argentinos, aunque el menor precio relativo los hacía apetecibles a la hora de la adquisición de nuevas unidades. En la actualidad, la planta "puntana" es de Rheem S. A.

## Modelos producidos
- 1987 Arbus SL 751 (Volvo)
- 1988 Arbus 10
- 1991 Arbus 5 SL 634[1]
- 1991 Arbus 5 SL 704[2]
- 1994 Arbus 5 SL 714 T[3]
- 1998 Arbus NG 2[4]
- 1996 Arbus NG3[5][6]